# Codlemon
Codlemon ist eine chemische Verbindung aus der Gruppe der konjugierten Diene.

## Vorkommen

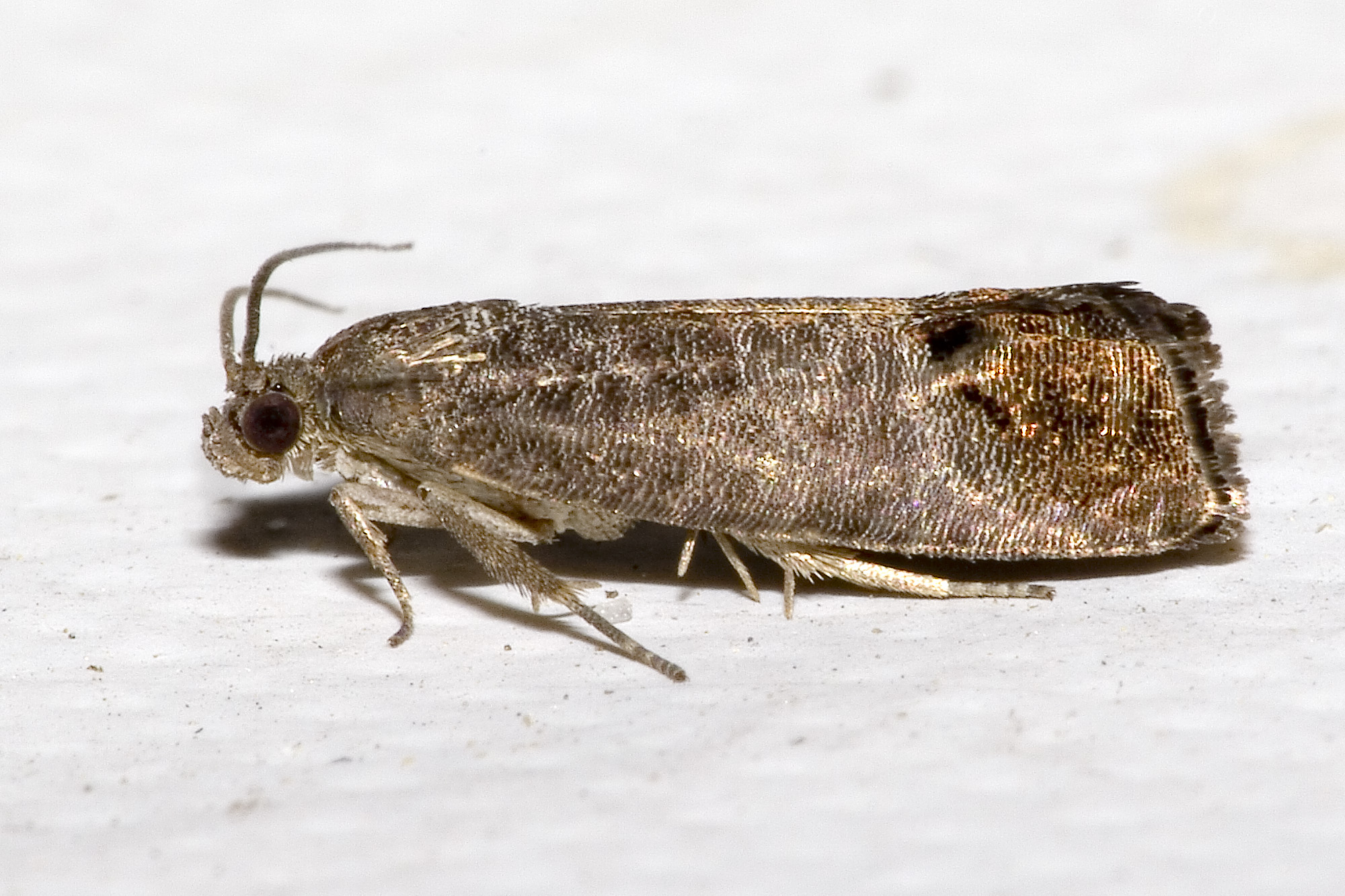
Apfelwickler (Cydia pomonella)

Codlemon gehört zu den Insektenpheromonen und ist der Sexuallockstoff des Apfelwicklers und von Cydia caryana. Codlemon wird in Lockstofffallen zur biologischen Schädlingsbekämpfung eingesetzt.

## Zulassung
In der Europäischen Union wurde Codlemon unter der Bezeichnung (E,E)-8,10-Dodecadien-1-ol zusammen mit einer größeren Anzahl weiterer geradkettiger Lepidopteren-Pheromone mit Wirkung zum 1. September 2009 für Anwendungen als Lockmittel zugelassen.
Pflanzenschutzmittel-Produkte mit diesem Wirkstoff sind in einer Reihe von EU-Staaten, unter anderem in Deutschland und Österreich sowie der Schweiz zugelassen.